# Daniel Larsson Wallerius
Daniel Larsson Wallerius, även kallad Wallerman, född 1630 i Högby socken på Öland, död på sin sätesgård Sävenäs den 20 februari 1689, var en svensk biskop.

## Biografi
Daniel Larsson Wallerius föräldrar var prosten och kyrkoherden Laurentius Erici Wallerius och Katarina, född Ungia, en dotter till Johannes Petri Ungius. Magnus Johannis Pontin var hans svåger, 
Han blev student vid Uppsala universitet 1651, filosofie magister 1657,  prästvigd i Kalmar 1658, blev samma år lektor i grekiska vid Kalmar gymnasium. Wallerius förordades 1660 att jämte sin skollärarebefattning även inneha predikantssysslan på Kalmar slott, blev hovpredikant 1668, domprost i Göteborg 1671. Han biskopvigdes i Göteborgs stift den 12 maj 1678. År 1680 blev han teologie doktor, och vid samma års riksdag blev han ledamot av Stora kommissionen.
Biskop Wallerius är känd för att ha genomfört försvenskningen i stiftet. Kriget mot Danmark 1675-1679 ledde till en politisk omsvängning. Den 10 april 1678 utfärdade Karl XI direktiv om förändringar av kyrko- och skolväsendet. Danska böcker skulle bort, och svenska klockare tillsättas, samt svenska ceremonier, prästdräkt och svensk predikan befalldes. Biskopens strävanden mötte stort motstånd, och vid riksdagen 1680 begärde de bohuslänska prästerna att få behålla sina gamla ceremonier. Wallerius fick då hjälp av det nordbohuslänska prästerskapet, som hörde till Karlstads superintendentia, som på landshövdingens initiativ uttalade sig för svenskt kyrkoskick. Vid prästmötet i september 1685 antogs enhälligt det förslag om uniformitet som biskopen lagt fram, vilket medförde att spänningen tilltog mellan biskopen och stiftsstaden Göteborg. 
Vid riksdagen 1680 ansåg Wallerius att Göteborgs magistrat handlat olagligt när den utestängde honom från "en vederbörlig inspektion av domkyrkans och hospitalets anhörige personers och sakers tillstånd". År 1688 avgjorde Kungl. Maj:t saken, vilket innebar att "Göteborgs kyrkor och hospital" fortfarande skulle administreras under magistraten.  
Han var en nitisk och kraftfull stiftschef, men gick kanske till överdrift med omsorgen av sin biskopliga värdighet, vilket framgår i protokollen hos Göteborgs Stiftsarkiv, där det ofta står angivet att han låtit inkalla flera av stiftets präster att stå till rätta för förment vanvördnad mot hans person. Under 3,5 år avskedades ett tiotal präster.
Daniel Wallerius ligger begravd i Örgryte gamla kyrka.
Gift 1659 med Margareta Schomera, dotter till Petrus Schomerus och Margareta Henriksdotter.